# Gaston Rebry

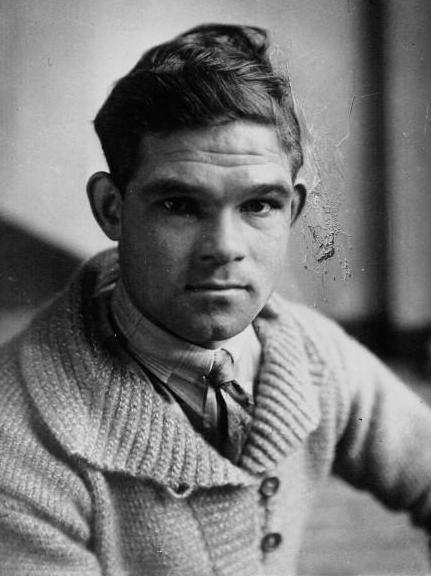
Gaston Rebry (1929)

Gaston Rebry (* 29. Januar 1905 in Rollegem-Kapelle; † 3. Juli 1953 in Wevelgem) war ein belgischer Radrennfahrer.
Gaston Rebry war Profi-Radrennfahrer von 1923 bis 1939. 1926 gewann er Paris–Nantes. 1934 war er der dritte Fahrer in der Geschichte (nach Heiri Suter 1923 und Romain Gijssels 1932), der im selben Jahr Paris–Roubaix und die Flandern-Rundfahrt gewann, zudem siegte er bei Paris–Nizza. Insgesamt gewann er Paris–Roubaix dreimal, 1931, 1934 und 1935. Zwischen 1927 und 1934 startete Rebry siebenmal bei der Tour de France und gewann insgesamt vier Etappen. Zweimal kam er nicht in Paris an, fünfmal konnte er sich unter den besten 20 platzieren. 1929 belegte er den zehnten Platz, 1931 den vierten Platz in der Gesamtwertung.
Nach dem Ende seiner Radsportkarriere eröffnete Gaston Rebry in Wevelgem ein Café mit dem Namen „Paris–Roubaix“. Er starb im Alter von 48 Jahren an einem Herzanfall. Nach seinem Tod wanderte seine Familie nach Kanada aus. Sein Sohn, Gaston Rebry junior (1933–2007), der auch Radrennfahrer gewesen war (er bestritt u. a. 1953 die Internationale Friedensfahrt), wurde dort ein bekannter Maler.